# Sylwester-Gletscher
Der Sylwester-Gletscher ist ein etwa 8 km langer Gletscher in der antarktischen Ross Dependency. Er fließt in nördlicher Richtung zwischen dem Jacobs-Nunatak und den MacAlpine Hills zum Law-Gletscher. 
Das Advisory Committee on Antarctic Names benannte ihn 1966 nach David Luther Sylwester (1936–2013), Polarlichtwissenschaftler des United States Antarctic Program auf der Amundsen-Scott-Südpolstation im antarktischen Winter 1961 und auf der Byrd-Station im antarktischen Sommer 1961/62.